# 11511 Billknopf
11511 Billknopf eller 1990 WK2 är en asteroid i huvudbältet som upptäcktes den 18 november 1990 av den amerikanska astronomen Eleanor F. Helin vid Palomarobservatoriet. Den är uppkallad efter amerikanen William Knopf.
Asteroiden har en diameter på ungefär 6 kilometer.